# 포모나 칼리지
포모나 칼리지(영어: Pomona College)는 미국 캘리포니아주 로스앤젤레스군 클레어몬트에 있는 사립 무종파 리버럴 아츠 칼리지다. 1887년 남부 캘리포니아에 뉴잉글랜드식 대학을 세우고자 했던 회중 교회 신자들이 세웠고, 1920년대에 클레어몬트 대학의 일원이 됐다.
포모나 칼리지는 4년제 학부중심 대학으로, 48개의 전공과 600여개의 강의들이 있으며 학생들은 다른 클레어몬트 대학 소속의 대학들에서도 약 2천여 개의 강의를 들을 수 있다. 140에이커(0.57km2) 크기의 캠퍼스는 로스앤젤레스 대도시권 내에 있으며, 포모나 칼리지는 학생들에게 캠퍼스 밖의 활동과 인턴제를 지원함으로써 학생들이 해당 지역의 문화적 및 학문적 특성을 활용하도록 장려한다.
포모나 칼리지의 입학률은 2018년 기준으로 7.6%로 미국의 리버럴 아츠 칼리지 가운데 가장 낮았으며 여러 미국 리버럴 아츠 칼리지 순위에서 5위에 뽑혔다. 포모나 칼리지는 2017년 6월 기준으로 21억 7천만 달러의 기부금을 가지고 있고, 이는 학생 1명당 기부금으로는 미국 전체에서 일곱 번째로 높은 수치이다. 또한 풀브라이트 프로그램 장학생을 포함하는 많은 장학생들을 배출해냈다.

## 역사

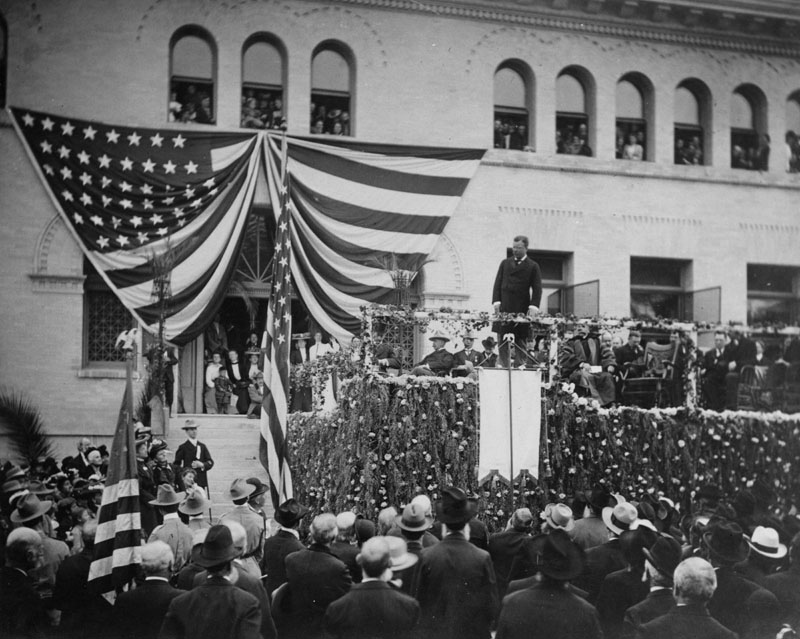
1903년 포모나 칼리지에서 연설하는 시어도어 루스벨트

포모나 칼리지는 1887년 10월 14일 회중 교회 신자들이 뉴잉글랜드의 소형 대학과 같은 대학을 세울 목표로 세웠으며 개교 당시부터 혼성교육을 실시했다. 포모나 칼리지는 본디 포모나에 있었고, 1888년 9월 12일 한 임대 건물에서 첫 수업을 시작했다. 이듬해 포모나 칼리지는 클레어몬트의 미완성 호텔 부지로 자리를 옮겼으나 이름은 그대로 포모나 칼리지로 남았다. 1894년 처음으로 열 명의 졸업생들을 배출했다. 비록 1897년과 1900년에 각각 아시아인 학생과 흑인 학생이 입학했지만 초창기에 포모나 칼리지는 거의 백인 학생들로 이루어져 있었다.
1920년대 초반 포모나 칼리지의 총장 제임스 A. 블레이스델은 '(옥스퍼드 대학교와 비슷하게) 공동으로 쓸 수 있는 도서관과 기타 시설들을 중심으로 여러 대학으로 나누어진 교육 기관들의 집합체'를 구상했고, 1925년 10월 14일 클레어몬트에 있는 대학들의 연합체인 클레어몬트 대학이 만들어졌다.
1960년대에는 학내에서 민권운동과 베트남 전쟁 반대 운동이 활발하게 벌어졌다. 또한 이 시기에 포모나 칼리지의 인종 다양성이 높아지기 시작했다.

## 교육
포모나 칼리지의 평균 강의당 학생 수는 14명이다. 학생 대 전임 교수 비율은 7:1이며, 교수진의 85%가 캠퍼스에서 8km 이내에 살고 있다.
포모나 칼리지의 학생들은 다른 수업의 50%까지 다른 클레어몬트 대학에서 들을 수 있다. 포모나 칼리지에는 48개의 전공과 44개의 부전공 과정이 있고, 학생들이 스스로 전공을 설계할 수도 있다. 2018년 기준으로 가장 인기있는 전공 과정은 경제학(118명), 컴퓨터 과학(91명), 수학(67명), 신경과학(58명), 정치학(42명), 국제관계학(41명), 공공정책분석학(41명), 분자생물학(39명), 저널리즘(38명), 심리학(32명)이었다. 2018년 졸업생들 사이에서 가장 많은 전공은 경제학이었으며 약 15%의 졸업생들이 복수전공을 이수했다. 또한 포모나 칼리지에는 공학 과정이 없지만 클레어몬트 대학 소속의 하비 머드 칼리지에서 교차수강을 하거나 캘리포니아 공과대학교 및 워싱턴 대학교 세인트루이스, 다트머스 대학교 등에서 연합 공학 과정을 이수할 수 있다.
포모나 칼리지의 학생 가운데 49%는 외국에서 공부한다. 포모나 칼리지는 35개 나라에서 61개의 교환 학생 프로그램을 제공한다. 또한 학생들은 콜비 칼리지와 스펠먼 칼리지, 스와스모어 칼리지에서도 학점 교류를 할 수 있다.
2019년 《U.S. 뉴스 & 월드 리포트》는 포모나 칼리지의 입학 절차를 '가장 선별적'이라고 평가했으며 미국 리버럴 아츠 칼리지 순위에서 공동 5위로 뽑았다. 포모나 칼리지는 2018년 《포브스》의 미국 대학 순위에서 19위를 기록했고, 2015년 순위에서는 1위에 오른 바 있다.